# Henry Blacque-Belair
Pour les autres membres de la famille, voir Blacque-Belair.
Henry Blacque-Belair, né au Havre le 9 juillet 1862 et mort à Paris le 9 janvier 1930, est un général, cavalier militaire et écuyer français, rénovateur de l'équitation militaire.

## Biographie
Troisième d'une famille de huit, il est le fils du banquier Arthur Blacque-Belair, le petit-fils de François-Charles Blacque-Belair et d'Alfred-Prosper Quesnel, un des principaux armateurs du Havre.
Après la faillite de son père, il doit renoncer à une carrière dans les affaires et s'engage au 21e dragons en 1881. Il est fait brigadier, puis fourrier, puis maréchal des logis en 1882. Il suit en 1884-85 en qualité d'élève-officier les cours de l'École d'équitation de Saumur, une orientation qui va marquer toute sa carrière. En 1885, devenu sous-lieutenant, il rejoint le 3e dragons. C'est là qu'il rencontre le capitaine Hubert Lyautey et ce sera le début d'une longue amitié. Lyautey est séduit par son allure physique superbe, sa hauteur morale et sa volonté d'acier. En octobre 1887, il est affecté au 27e dragons à Versailles et peut revoir Lyautey qui est à l'époque à Saint-Germain. Le 1er septembre 1889, il est promu lieutenant.
Il se marie en 1893 avec Fernande Rodrigues-Henriques (petite-fille de Hippolyte Rodrigues), puis est nommé capitaine deux ans plus tard.
En 1898, il est capitaine instructeur de l'école d'application de cavalerie. Le jour de Noël 1909, il devient l'écuyer en chef du Cadre noir de Saumur. Il quitte l'école de Saumur en 1914.
Il termina sa carrière avec le grade de général de division.
Il est également le vice-président de la Société du cheval de guerre et le commissaire adjoint de la Société du Sport de France.
De 1898 à 1912, il écrit plusieurs ouvrages.
Il est le père d'Aimery Blacque-Belair.

## Publications
- Ludus pro patria
- Saumur, son rôle et son avenir
- À propos du nouveau manuel d'équitation et de dressage.